# Saint-Arnoult-des-Bois
Saint-Arnoult-des-Bois é uma comuna francesa na região administrativa do Centro, no departamento Eure-et-Loir. Estende-se por uma área de 20,84 km². Em 2010 a comuna tinha 910 habitantes (densidade: 43,7 hab./km²).